# WooCommerce
WooCommerce er et open source e-commerce plugin til WordPress. Det er lavet til små og mellemstore online butikker, som bruger WordPress. Pluginnet blev hurtig udbredt efter sin udgivelse den 27 september, 2011 på grund af sin simplicitet og brugervenlighed.

## Historie
WooCommerce blev først udgivet af WordPress tema udvikler WooThemes , som hyrede Mike Jolley og James Koster, udviklere hos Jigowatt, at arbejde på projektet Jigoshop, som blev til WooCommerce. I august 2014, WooCommerce understøttede 381,187 online butikker (eller 17.77% af alle online butikker online).
I november 2014 var der afholdt konferencen WooConf i San Francisco, California, som fokuserede sig på online butikker, som bruger WooCommerce. Der var 300 deltagere på arrangementet.
I maj 2015 blev WooThemes og WooCommerce opkøbt af Automattic, som styrer WordPress.com og er én af de største bidragsydere til WordPress softwaren.

## Brug
Frem til i dag er WooCommerce blevet downloadet over 4 millioner gange og skønnes at køre på flere end 2 millioner aktive shops på hele verden. Den bruges af adskillige store online butikker med høj trafik, herunder Internet Systems Consortium og Small Press Expo.
I september 2015 offentliggjorde Trends, at WooCommerce understøtter 30% af alle online butikker i hele verden. I Danmark er WooCommerce mere udbredt end konkurrerende e-handel systemer som f.eks. Prestashop og Magento.  

## Extensions
WooCommerce skylder stor del af sin popularitet af de mange moduler og plugins, som tilføjer ekstra funktionalitet til systemet. Bortset fra de mange gratis plugins, er der også flere tusinde betalte. Flere WordPress temaer tilbyder nu kompatibilitet med WooCommerce og WooCommerce-relaterede plugins. 
Nogle af de mest populære WooCommerce plugins er bl.a.:
- WooCommerce Bookings[16], som tillader brugere af sælge forskellige tidsrum som behandlinger / bookinger.
- WooCommerce Memberships[17], som tillader brugeren begrænset adgang til nogle steder af sin WordPress hjemmeside. Adgang til disse steder kan derefter sælges til andre.

## References
1. ↑  "WooCommerce Has Arrived". WooCommerce. 27. september 2011. Hentet 17. januar 2015.
2. ↑  Perez, Sarah (27. september 2011). "WooThemes Launches WooCommerce To Turn WordPress Sites Into Online Shops". TechCrunch. Hentet 17. januar 2015.
3. ↑  "WordPress Themes, Plugins & eCommerce". WooThemes.
4. ↑  Imel, Ryan (28. august 2011). "Jigoshop team and WordPress community members share thoughts on forking". WPCandy. Arkiveret fra originalen 22. december 2014. Hentet 17. januar 2015.
5. ↑  "Our forking views". Jigoshop. 26. august 2011. Hentet 17. januar 2015.
6. ↑  Imel, Ryan (25. august 2011). "WooThemes forks Jigoshop into WooCommerce, launches WooLabs". WPCandy. Arkiveret fra originalen 7. januar 2015. Hentet 17. januar 2015.
7. ↑  "WooCommerce Growth Revisited: Four Million and Counting". WooCommerce. 6. august 2014. Hentet 17. januar 2015.Skabelon:Primary source inline
8. ↑  "Dedicated to store owners & WordPress developers wanting to learn the art of eCommerce using WooCommerce". Wooconf. november 2014. Arkiveret fra originalen 5. oktober 2017. Hentet 5. oktober 2017.Skabelon:Primary source inline
9. ↑  "WordPress Parent Automattic Buys WooCommerce, a Shopping Tool for Web Publishers". Re/code. Hentet 19. maj 2015.
10. ↑  "WooCommerce E-Commerce Usage". WebTechster. Arkiveret fra originalen 2. februar 2018. Hentet 2014-05-13.
11. ↑  "Statistics for websites using Ecommerce technologies (The Entire Internet Tab)". builtwith.com. Hentet 21. september 2015.
12. ↑  "WordPress Plugins Stats". Hentet 2015-09-22. Skabelon:Primary source inline
13. ↑  "WooCommerce og Magento – Dansk Sammenligning til 2018". Arkiveret fra originalen 2. februar 2018. Hentet 2018-01-02.
14. ↑  "WooCommerce og Prestashop – Dansk Sammenligning til 2018". Arkiveret fra originalen 2. februar 2018. Hentet 2018-01-02.
15. ↑  "WooCommerce Genesis Framework for Woocommerce".
16. ↑  https://www.recode.net/2015/5/19/11562762/wordpress-parent-automattic-buys-woocommerce-a-shopping-tool-for-web
17. ↑  Easy Membership Sites With WooCommerce Memberships - Patrick's Programming Blog